# ORWiki
ORWiki（おーあーるうぃき）は日本オペレーションズ・リサーチ学会によって運営されている、オペレーションズ・リサーチの分野を対象とした日本語で書かれた事典サイト。書籍およびCD-ROMの形態で出版されている「ＯＲ事典」の内容を、そのままインターネットを通じて無料で提供している。2007年7月ごろ公開。項目数は約1600。サイトの構築にはMediaWikiを使用。しかしWiki機能を利用して多人数で同時編集を行っているサイトではない。

## 関連書籍
- 『OR用語辞典』 日本オペレーションズリサーチ学会(編)  日科技連出版社 (2000年4月) ISBN 4-8171-5029-7